# Кубрино (Тарский район)
Кубрино — деревня в Тарском районе Омской области России. Входит в состав Вставского сельского поселения.

## История
Основана в 1627 г. В 1928 г. состояла из 47 хозяйств, основное население — белорусы. В составе Вставского сельсовета Знаменского района Тарского округа Сибирского края.

## Население
| 1926 | 2002 | 2010 |
| ---- | ---- | ---- |
| 216  | ↘144 | ↘102 |